# Pialewszczyzna
Pialewszczyzna (biał. Пялеўшчына; ros. Пялевщина) – wieś na Białorusi, w obwodzie witebskim, w rejonie głębockim, w sielsowiecie Ozierce.

## Historia
W czasach zaborów wieś w gminie Głębokie, w powiecie dzisieńskim, w guberni wileńskiej Imperium Rosyjskiego.
W latach 1921–1945 wieś leżała w Polsce, w województwie wileńskim, w powiecie dziśnieńskim, w gminie Głębokie.
Według Powszechnego Spisu Ludności z 1921 roku zamieszkiwało tu 106 osób, 22 było wyznania rzymskokatolickiego, 84 prawosławnego. Jednocześnie 4 mieszkańców zadeklarowało polską przynależność narodową, 102 białoruską. Było tu 19 budynków mieszkalnych. W 1931 w 20 domach zamieszkiwało 109 osób.
Wierni należeli do parafii rzymskokatolickiej w Głębokiem i prawosławnej w m. Zaborze. Miejscowość podlegała pod Sąd Grodzki w Głębokiem i Okręgowy w Wilnie; właściwy urząd pocztowy mieścił się w Głębokiem.
W wyniku napaści ZSRR na Polskę we wrześniu 1939 miejscowość znalazła się pod okupacją sowiecką. 2 listopada została włączona do Białoruskiej SRR. Od czerwca 1941 roku pod okupacją niemiecką. W 1944 miejscowość została ponownie zajęta przez wojska sowieckie i włączona do Białoruskiej SRR.
Od 1991 w składzie niepodległej Białorusi.